# 斎藤賞資
斎藤 賞資（さいとう しょうすけ、1874年（明治7年）9月28日 - 没年不明）は、日本の弁護士、日本興業銀行副支配役。族籍は島根県平民。

## 人物
島根県美濃郡二条村大字桂平（現・益田市）出身。斎藤真佐加の三男。1899年、第二高等学校第一部法科を卒業。1908年、東京帝国大学法科大学法律学科を卒業。司法官試補を拝命し、横浜地方裁判所に勤務したが間もなく官を辞し、東京で弁護士並びに特許弁理士の事務に従事する。
後に不動貯金銀行に入り、貸付課長、名古屋・日本橋各支店支配人、本店検査課長等をつとめた。後に日本興業銀行に入り、同行副支配役に挙げられる。住所は東京市本郷区菊坂町。

## 家族・親族
斎藤家
- 父・真佐加（島根県美濃郡二条村長）[5]
- 妻・すみ[1]（1887年 - ?、練木市左衛門の長女）[6]
- 長男・誠（1913年 - ?、農水官僚）[7]
  - 同長男・徹郎[7]（1945年 - 2001年、大蔵官僚）
- 二男[1]
- 長女[1]
- 二女[1]

親戚
- 妻の父・練木市左衛門（練木合資会社社長、粕壁銀行取締役兼支配人）[6]